# Pseudoviridae
Pseudoviridae es una familia de virus endosimbiontes de hongos y animales que existen como retrotransposones LTR en el genoma de un huésped eucariota. Son virus ARN retrotranscritos y por lo tanto se incluyen en el Grupo VI de la Clasificación de Baltimore. Los miembros de esta familia se denominan retrotransposones LTR Ty1-copia y se replican a través de estructuras llamadas partículas similares a virus (VLP). Las VLP no son infecciosas como los viriones normales, pero constituyen una parte esencial del ciclo de vida de los pseudovíridos. El genoma de ARN es no segmentado, monocatenario de sentido positivo de una longitud de 4.200-9.700 nucleótidos. Codifica proteínas estructurales y no estructurales, una ADN polimerasa dependiente de ARN, una replicasa y una transcriptasa inversa para el paso de transcripción inversa de la replicación.
Su genoma se integra en el genoma huésped y se transcribe por las enzimas de la célula huésped, tales como la ARN polimerasa II nuclear eucarionte. La replicación genómica tiene lugar en el citoplasma o en el núcleo de reunión y el ensamblado puede ocurrir en el citoplasma o en el núcleo. La cápside viral no presenta envoltura y es aproximadamente esférica. La cápside presenta simetría icosaédrica (T=3 y 4) y también es isométrica o cuasi isométrica y tiene un diámetro de 30-50 nm. Los retrotransposones LTR están pobremente caracterizados y no se han detectado lípidos. La familia comprende miembros altamente divergentes, la mayoría de los cuales codifican Gag y Pol en un único marco abierto de lectura.
La familia incluye los siguientes géneros:
- Género Pseudovirus; especie tipo: Virus Ty1 de Saccharomyces cerevisiae
- Género Hemivirus; especie tipo: Virus copia de Drosophila melanogaster